# 北恵那鉄道ワ251形貨車
北恵那鉄道ワ251形貨車（きたえなてつどうワ251がたかしゃ）とは、かつて北恵那鉄道北恵那鉄道線で運用された貨車（有蓋車）である。

## 概要
- 国鉄の有蓋車を、1949年（昭和24年）に名古屋造船が改造した2軸有蓋車である。5両（251～255）が存在した。
- 貨物量の減少や1963年（昭和38年）に国鉄と連帯運輸契約が解除されたこともあり、1960年代後半には大半が廃車された。唯一254のみが1978年（昭和53年）の北恵那鉄道線廃止まで在籍していた。

## 主要諸元
- 最大寸法：

全長：6,420mm
全幅：2,520mm
全高：3,400mm
- 自重：8.08t
- 荷重：10t